# Nisza rynkowa
Nisza rynkowa (ang. market niche) – określenie oznaczające pewną część rynku, którego potrzeby nie są zaspokojone.
Powodem istnienia nisz rynkowych jest brak odpowiedniego produktu lub usługi. Brak podaży może wynikać z nowych potrzeb będących efektem wzrostu poziomu życia w danej gospodarce lub wycofania z rynku produktu/usługi znajdujących się w schyłkowej fazie, na które był popyt.